# الحركة العربية الأزوادية

علم الحركة العربية الأزوادية

الحركة العربية لتحرير أزواد هي حركة انفصالية مسلحة تنشط في شمال مالي أو أزواد كما يسمى تأسست في 1 أفريل 2012 أثناء سيطرة الإسلاميين على شمال مالي وأغلب أعضائها من عرب شمال مالي وكانوا يقاتلون ضد الحكومة المالية وأيضا من أجل ضمان تواجد عربي مسلح في الشمال قصد تأسيس دولة للشعب الأزوادي، الحركة العربية الأزوادية هو الاسم الرسمي للحركة.

## الأيديولوجيا
تتبنى القومية العربية والكفاح المسلح. الأمين العام هو أحمد ولد سيدي محمد ونائبه عابدين ولد محمد وتتكون من جناحين أحدهما انفصالي موال للحركة الوطنية الانفصالية المتشددة والتي تطالب بدولة خاصة بالطوارق وهو مارفضه بعض العرب واعتبروه أمرا مضرا بمصالحهم ويهدد كيانهم ووجودهم على أرض أجدادهم لها مكتب سياسي يترأسه أمينها العام ومقره الدائم بالعاصمة الموريتانية نواكشوط
كما أن لها جيش متكون من آلاف المقاتلين ومئات الآليات العسكرية وهي تسيطر على عدة مناطق إستراتيجية من أبرزها مدن لرنب ومانيكا وانتيللت وتبنكورت التي شهدت أشرس المعارك في شمال مالي وقد انتصرت على خصومها في عدة معارك وقد شاركها في ذلك حلفاؤها من الطوارق إيمغاد الذين كان لهم دور كبير في السيطرة على عدد من المناطق وطرد مقاتلي الحركة الوطنية المتشددة
ومن أبرز قياداتها العسكرية
1محمود ولد الجيد قائد المنطقة الغربية
2يورو ولد دحا قائد منطقة مانيكا وضواحيها
3بالإضافة إلى رئيس الأركان محمد ولد البو والذي يتمركز في تبنكورت التي تعتبر أكبر معسكرات الحركة العربية

## علم الحركة
وفقاً للشكل والأبعاد الآتية:
طُولـه ضعـف عرضه، ويُقسـم إلى ثلاثة ألوان متـوازية: أعـلاها الأخضر، يليه الأبيض في الوسط، ثم الأسود أدنى، على أن تكون مساحة الألوان الثلاثة متساوي، و يحتوي في وسطه على هلال أحمر اللون، بين طرفيه نجم أحمر خُماسي الأشعة.

## شعار الحركة
شعار الحركة يتكون من خريطة أزواد وترمز الخريطة إلى القضية التي تشكل المبدأ الأساسي للحركة الذي لا يمكن التنازل عنه، يأتي أمامها نسرا ليرمز إلى قوة وشجاعة المناضل الأزوادي، ممسكا ببندقيتين بشكل متقاطع يرمزان إلى الدفاع عن القضية. محاطا بالعلم على شكل دائرة كتب داخله اسم الحركة بالعربية من اليمين.

## روابط خارجية
- لقاء خاص: حوار أمين مليط مع رئيس الحركة العربية الأزوادية السيد أحمد ولد سيدي محمد ولد بوبكر على موقع [يوتيوب]